# Proneomysis wailesi
Proneomysis wailesi är en kräftdjursart som beskrevs av W. M. Tattersall 1933. Proneomysis wailesi ingår i släktet Proneomysis och familjen Mysidae. Inga underarter finns listade i Catalogue of Life.